# La-Pera-Kletterratte
Die La-Pera-Kletterratte (Ototylomys chiapensis) ist eine wenig erforschte Nagetierart aus der Familie der Wühler (Cricetidae). Sie ist im mexikanischen Bundesstaat Chiapas endemisch, wo sie nur vom El-Ocote-Biosphärenreservat und vom La reserva natural de La Pera im Municipio Berriozábal bekannt ist.

## Merkmale
Die La-Pera-Kletterratte erreicht eine Kopf-Rumpf-Länge von 130 bis 194 mm, eine Schwanzlänge von 135 bis 174 mm, eine Ohrenlänge von 20 bis 27 mm, eine Hinterfußlänge von 30 bis 34 mm und ein Gewicht von 55 bis 165 g. Die La-Pera-Kletterratte ist etwas größer als die Großohr-Kletterratte (Ototylomys phyllotes). Das braune Rückenfell weist unregelmäßige und undeutliche, rostrote Flecken in der Mitte auf. Das hellbraun marmorierte Brustfell hat weiße Flecken an den Brust- und Leistenregionen. Der lange, beschuppte Schwanz ist haarlos, genauso wie die breiten, ovalen, durchscheinenden Ohren. Die Hinterfüße sind lang. Der Chromosomensatz beträgt 2n = 48, F = 84 mit 19 Paaren von zweiarmigen Chromosomen und vier akrozentrischen Chromosomenpaaren.

## Lebensraum und Lebensweise
Die La-Pera-Kletterratte bewohnt montane Karst-Nebelwälder in Höhenlagen von 700 bis 1100 m. Freilandbeobachtungen dieser Art sind nicht bekannt. Die in menschlicher Obhut gehaltenen Exemplare ernährten sich von Sonnenblumensamen, nahmen jedoch kaum Früchte zu sich. Zwei im Juli und August 1980 gesammelte Weibchen, die als Paratypen gekennzeichnet wurden, waren trächtig, und brachten im August 1980 je ein Jungtier zur Welt. Ein im Dezember 1980 für fünf Tage in menschlicher Obhut gehaltenes weibliches Exemplar, das als Holotypus gekennzeichnet wurde, zeigte dagegen keine Anzeichen einer Reproduktion.

## Systematik
Die La-Pera-Kletterratte wurde 1980 entdeckt und im November 2017 als zweite Art der seit 1901 für monotypisch gehaltenen Gattung Ototylomys beschrieben. Aufgrund der starken morphologischen Unterschiede zur Großohr-Kletterratte könnte dieses Taxon jedoch auch eine eigenständige Gattung repräsentieren.

## Gefährdung und Schutz
Die La-Pera-Kletterratte ist gegenwärtig nicht in der IUCN Red List erfasst. Basierend auf dem kleinen Verbreitungsgebiet und der möglichen Minderung des Lebensraums in Größe und Qualität, empfehlen die Erstbeschreiber eine Klassifizierung in die Kategorie „vom Aussterben bedroht“ (critically endangered).